# Olympische Sommerspiele 1952/Teilnehmer (Uruguay)
| Gelbes Symbol für Goldmedaillen mit stilisierten Olympischen Ringen | Graues Symbol für Silbermedaillen mit stilisierten Olympischen Ringen | Braundes Symbol für Bronzemedaillen mit stilisierten Olympischen Ringen |
| ------------------------------------------------------------------- | --------------------------------------------------------------------- | ----------------------------------------------------------------------- |
| —                                                                   | —                                                                     | 2                                                                       |

Uruguay nahm an den Olympischen Sommerspielen 1952 in der finnischen Hauptstadt Helsinki mit 31 Sportlern (eine Frau und 30 Männer) teil.

## Medaillengewinner
Mit zwei gewonnenen Bronzemedaillen belegte das uruguayische Team Platz 37 im Medaillenspiegel.

### Bronze
| Namen | Sportart   | Wettkampf      |
| --- | ---------- | -------------- |
| Martín Acosta y Lara, Enrique Baliño, Victorio Cieslinskas, Héctor Costa, Nelson Demarco, Héctor García Otero, Sergio Matto, Roberto Lovera, Adesio Lombardo, Tabaré Larre Borges, Wilfredo Peláez & Carlos Roselló | Basketball | Herren-Turnier |
| Miguel Seijas & Juan Rodríguez | Rudern     | Doppelzweier   |

## Teilnehmer nach Sportarten

### Basketball
- Team: Martín Acosta y Lara Díaz, Enrique Baliño Pavón, Victorio Cieslinskas Zinevicaite, Héctor J. Costa Massironi, Nelson W. Demarco Riccardi, Héctor García Otero, Sergio A. Matto Suárez, Roberto J. Lovera Vidal, Adesio R. Lombardo Rossi, Tabaré Larre Borges Gallarreta, Wilfredo A. Peláez Esmite und Carlos Rosello Betbeze
Hauptrunde, Gruppe 1: Rang 2, für das Viertelfinale qualifiziert
53:51-Sieg gegen die  Tschechoslowakei
70:56-Sieg gegen  Ungarn
44:57-Niederlage gegen die  Vereinigten Staaten
Viertelfinale, Gruppe A: Rang 1, für die Halbfinalspiele qualifiziert
66:68-Niederlage gegen  Frankreich
62:54-Sieg gegen  Bulgarien
66:65-Sieg gegen  Argentinien
Halbfinale: 76:85-Niederlage gegen den späteren Olympiasieger, die  Vereinigten Staaten
Spiel um Platz 3: 68:59-Sieg gegen  Argentinien, Rang 3

### Boxen
Leichtgewicht (bis 60 kg)
- Luis A. Albino Acuña
Vorrunde: 0:3-Niederlage gegen den Iraner István Juhász, nicht für das Achtelfinale qualifiziert

Schwergewicht (über 81 kg)
- Luis Amadeo Sosa Terol
Vorrunde: Niederlage gegen den Schweden Ingemar Johansson, nicht für das Achtelfinale qualifiziert

### Fechten
Florett Einzel
- Sergio Iesi
1. Vorrunde: in Gruppe 3 (Rang 4) zwei Siege, drei Niederlagen, 17 Treffer erhalten; für die 2. Vorrunde qualifiziert
2. Vorrunde: in Gruppe 2 (Rang 7) ein Sieg, fünf Niederlagen, 25 Treffer erhalten; nicht für das Halbfinale qualifiziert

- Ricardo Rimini di Cave
1. Vorrunde: in Gruppe 1 (Rang 7) kein Sieg, vier Niederlagen, 20 Treffer erhalten; nicht für die 2. Vorrunde qualifiziert

### Leichtathletik

#### Männer
Hochsprung
- Hércules Ascune
Qualifikation, Gruppe A: mit einer übersprungenen Höhe von 1,80 m (Rang 17) nicht für das Finale qualifiziert

#### Frauen
Speerwurf
- Estrella Puente Buceta
Qualifikation: mit einer Weite von 40,10 m (Rang 11) für das Finale qualifiziert
Finale: 41,44 m, Rang 10

### Moderner Fünfkampf
Moderner Fünfkampf, Einzel
| Ges.- Rang | Name                     | Punkte | Zeit / Punkte      | Rang | Siege / Punkte | Rang | Treffer / Punkte | Rang | Zeit / Punkte     | Rang | Zeit / Punkte     | Rang |
| ---------- | ------------------------ | ------ | ------------------ | ---- | -------------- | ---- | ---------------- | ---- | ----------------- | ---- | ----------------- | ---- |
| 26         | Alberto Ortiz Alvarez    | 126    | 10:32,6 min / 022  | ?    | 16 / 44        | ?    | 20 / 2           | ?    | 05:51,4 min / 043 | ?    | 15:35,8 Min. / 15 | ?    |
| 43         | Lem Martínez Punschke    | 187    | 11:49,7 min / 039  | ?    | 22 / 25        | ?    | 18 / 47          | ?    | 05:18,8 min / 035 | ?    | 17:10,8 Min. / 41 | ?    |
| 49         | Américo González Batista | 212    | 12:10,1 Min. / 043 | ?    | 09 / 51        | ?    | 18 / 41          | ?    | 06:04,7 min / 045 | ?    | 16:20,8 Min. / 32 | ?    |

Moderner Fünfkampf, Mannschaft
| Ges.- Rang | Namen                                                                     | Punkte | Zeit / Punkte                                                           | Rang | Siege / Punkte                      | Rang | Treffer / Punkte                | Rang | Zeit / Punkte                                                           | Rang | Zeit / Punkte                                                        | Rang |
| ---------- | ------------------------------------------------------------------------- | ------ | ----------------------------------------------------------------------- | ---- | ----------------------------------- | ---- | ------------------------------- | ---- | ----------------------------------------------------------------------- | ---- | -------------------------------------------------------------------- | ---- |
| 13         | Alberto Ortiz Alvarez Lem Martínez Punschke Américo González Batista Team | 495    | 10:32,6 min / 021 11:49,7 min / 038 12:10,1 min / 042 34:32,4 min / 101 | 14   | 16 / 042 22 / 024 09 / 048 47 / 114 | 15   | 20 / 02 18 / 43 18 / 39 56 / 84 | 13   | 05:51,4 min / 040 05:18,8 min / 032 06:04,7 min / 041 17:14,9 min / 113 | 15   | 15:35,8 Min. / 14 17:10,8 min / 38 16:20,8 min / 31 49:07,4 min / 83 | 13   |

### Radsport
Bahn
1000 m Zeitfahren
- Luis Ángel de los Santos
1:17,0 Min, Rang 19

4000 m Mannschaftsverfolgung
- Luis Ángel de los Santos, Luis Pedro Serra Deluchi, Atilio Francois Baldi & Juan R. De Armas
Qualifikation: mit 4:58,9 min (Rang 12) nicht für die Viertelfinalläufe qualifiziert

Straßenrennen (190,4 km)
Einzel
- Virgilio Pereyra
5:22:33,4 h (+16:30 min), Rang 33

- Luis Ángel de los Santos
5:22:34,3 h (+16:30,9 min), Rang 38

- Hugo M. Machado Cabral
5:23:33,7 h (+17:37,7 min), Rang 39

Mannschaft
- Virgilio Pereyra Ferrer, Luis Ángel de los Santos & Hugo M. Machado Cabral
16:08:41,4 h (+47:54,8 min), Rang 13

### Rudern
Einer
- Eduardo G. Risso Salaverría
Vorläufe: in Lauf 4 (Rang 2) mit 7:52,0 min für die Halbfinalläufe qualifiziert
Halbfinale: in Lauf 1 (Rang 3) mit 8:05,9 min für die Hoffnungsläufe qualifiziert
Halbfinale, Hoffnungsläufe: in Lauf 3 (Rang 3) mit 7:50,5 min nicht für das Finale qualifiziert

Doppelzweier
- Miguel A. Seijas Cuestas & Juan Rodríguez
Vorläufe: in Lauf 2 (Rang 2) mit 7:06,9 min für die Halbfinalläufe qualifiziert
Halbfinale: in Lauf 2 (Rang 4) mit 8:04,0 min für die Hoffnungsläufe qualifiziert
Halbfinale, Hoffnungsläufe: in Lauf (Rang 1) mit 7:01,7 min für das Finale qualifiziert
Finale: 7:43,7 Min., Rang 3

### Schwimmen
400 m Freistil
- Eduardo Alberto Priggione
Vorläufe: in Lauf 2 (Rang 4) mit 5:12,1 min nicht für die Halbfinalläufe qualifiziert

1500 m Freistil
- Eduardo Alberto Priggione
Vorläufe: in Lauf 4 (Rang 7) mit 21:11,9 min nicht für das Finale qualifiziert

### Segeln
Finn-Dinghy
- Eugenio Lauz Santurio
Finale: 2547 Punkte, Rang 20
1. Rennen: 548 Punkte, Rang 10
2. Rennen: 318 Punkte, Rang 17
3. Rennen: 469 Punkte, Rang 12
4. Rennen: 150 Punkte, Rang 25
5. Rennen: 402 Punkte, Rang 14
6. Rennen: 434 Punkte, Rang 13
7. Rennen: 226 Punkte, Rang 21